# إريكا يازاوا
إريكا يازاوا (باليابانية: 谷澤恵里香؛ بالكانا: やざわ えりか) هي عارضة وتارينتو وممثلة يابانية، ولدت في 15 نوفمبر 1990 في محافظة طوكيو ‏ في اليابان.

## وصلات خارجية
- إريكا يازاوا على موقع IMDb (الإنجليزية)
- إريكا يازاوا على موقع ميوزك برينز (الإنجليزية)
- إريكا يازاوا على موقع قاعدة بيانات الفيلم (الإنجليزية)